# Дахшур
Дахшур (араб. دهشور) — некрополь фараонів, розташований в пустелі на західному березі Нілу, за 40 км на південь від Каїра. Він відомий кількома пірамідами, дві з яких є одними з найстаріших, найбільших та найкраще збережених в Єгипті.

## Галерея

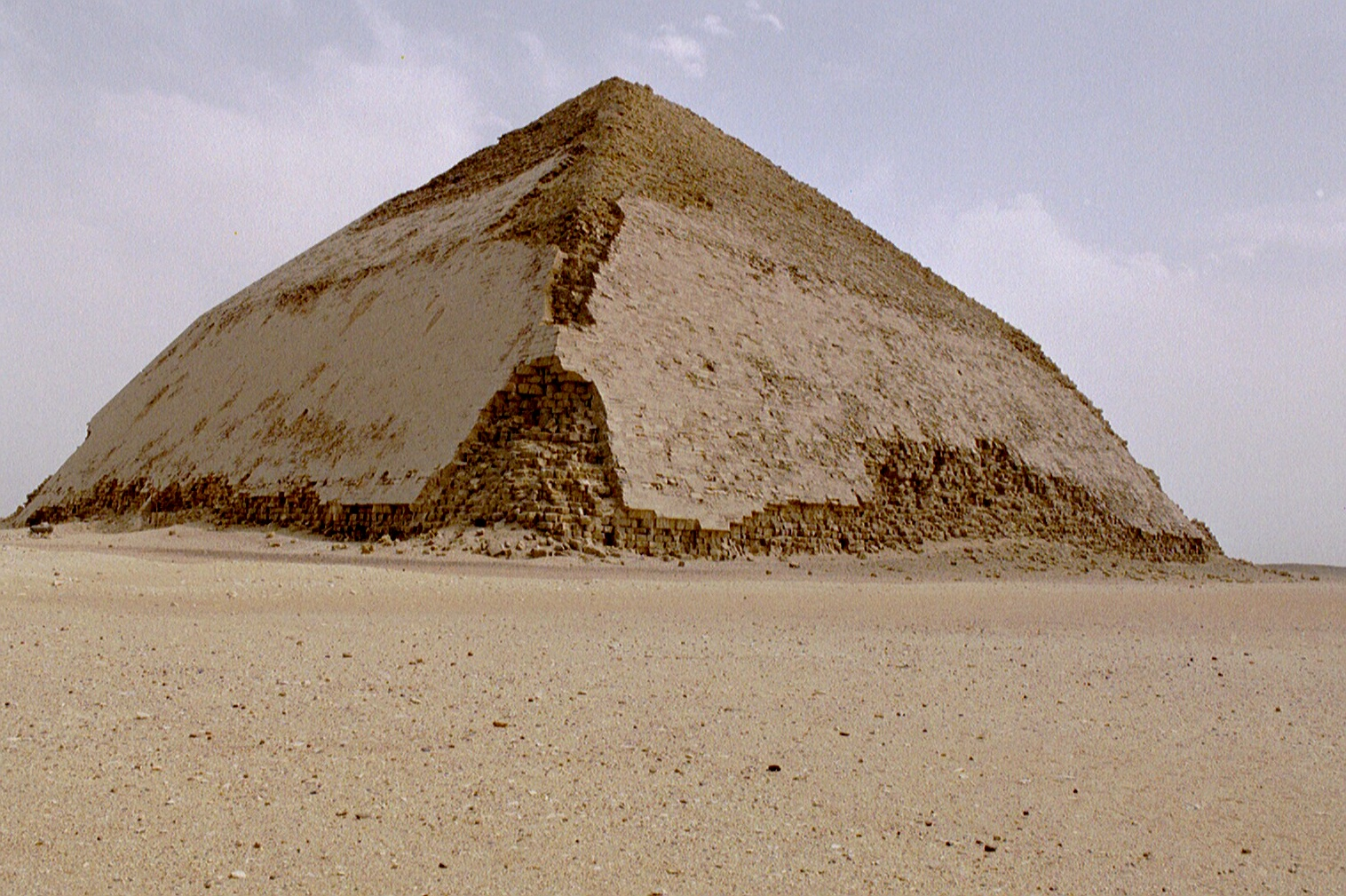
Ламана піраміда Снофру (IV Династія)
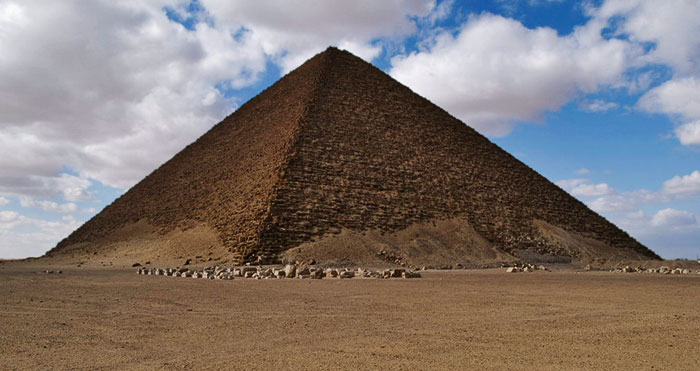
Рожева піраміда Снофру (IV Династія)
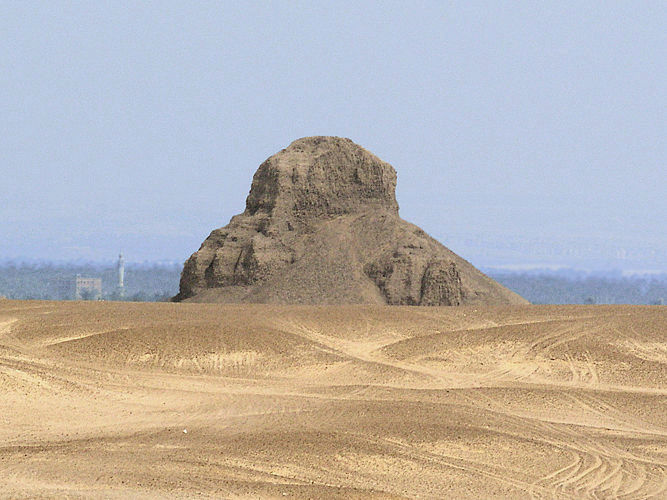
Піраміда Аменемхета III (XII Династія)
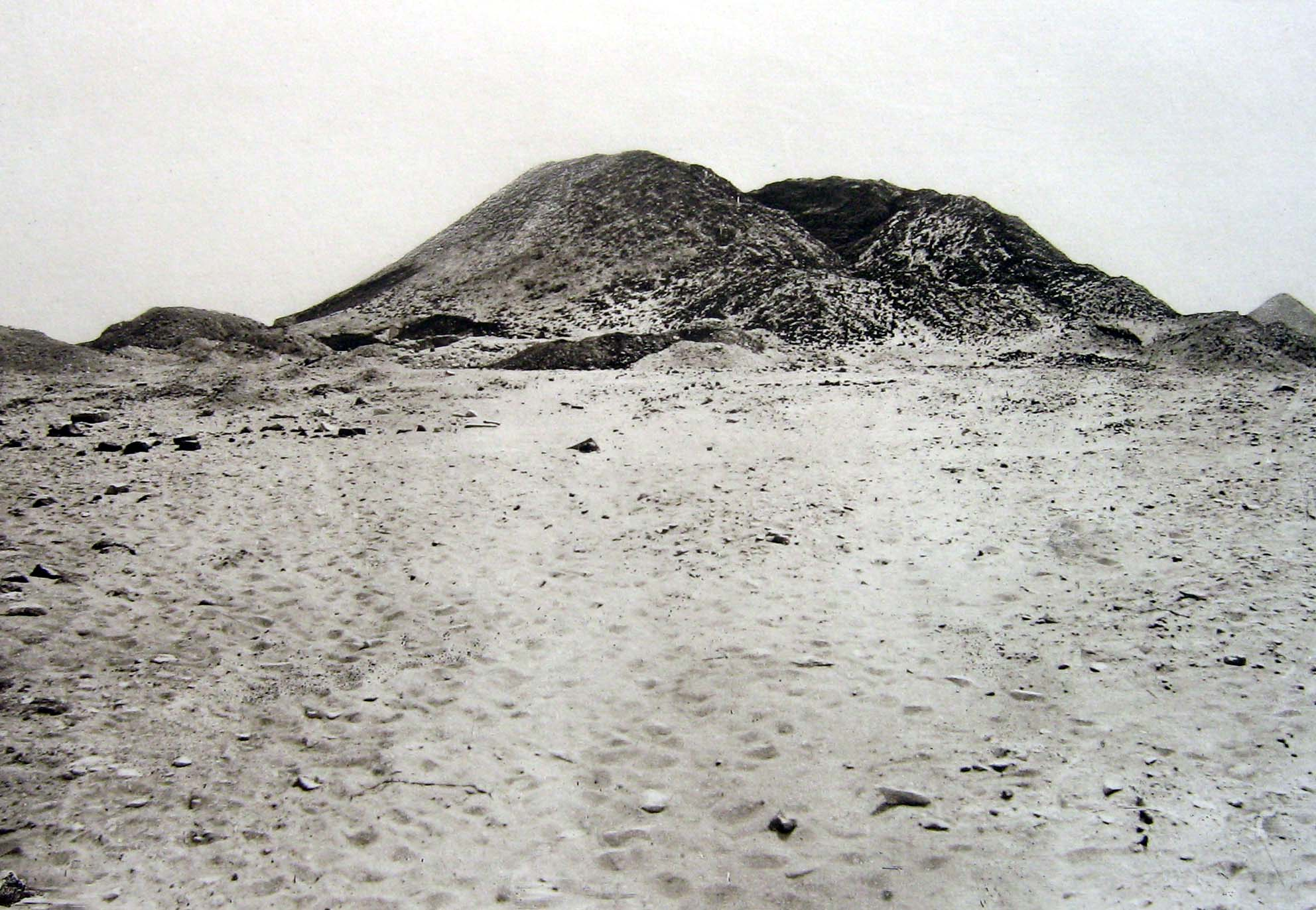
Піраміда Сесостріса III (XII Династія)
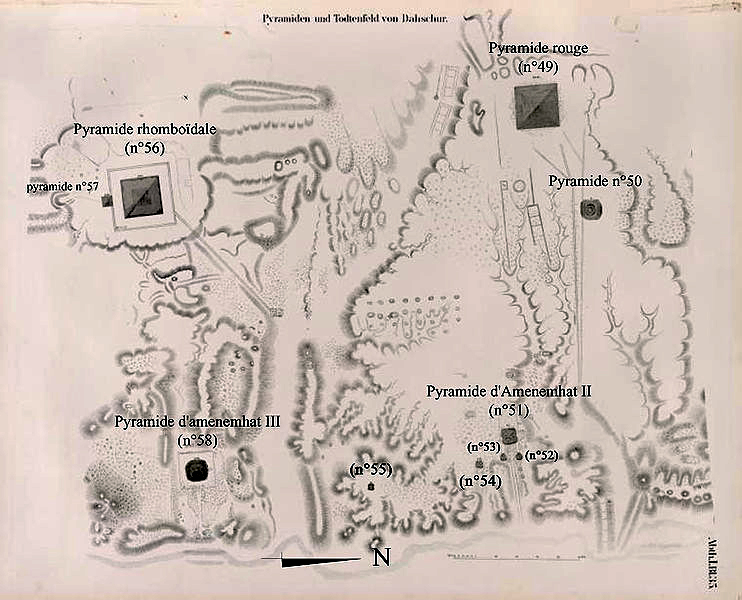
Розташування пірамід в Дахшурі. Карту склав Карл Ріхард Лепсіус